# 슈웨타 메논
슈웨타 메논(힌디어: श्वेता मेनन, 영어: Shweta Menon, 1974년 4월 23일 ~ )은 인도의 배우, 사회자, 모델이다.